# Damernas spelartrupper i landhockey vid olympiska sommarspelen 2012
Damernas spelartrupper i landhockey vid olympiska sommarspelen 2012 bestod av tolv nationer.

## Grupp A

### Nederländerna
Coach: Maximiliano Caldas
| 1. Joyce Sombroek (GK) 2. Kitty van Male 3. Willemijn Bos^ 4. Carlien Dirkse van den Heuvel 5. Kelly Jonker 6. Maartje Goderie 7. Lidewij Welten 8. Caia van Maasakker 9. Maartje Paumen (C) | 1. Naomi van As 2. Ellen Hoog 3. Sophie Polkamp 4. Kim Lammers 5. Eva de Goede 6. Marilyn Agliotti 7. Merel de Blaeij 8. Margot van Geffen |  |

Reserver:
- Floortje Engels (GK)
- Marieke Veenhoven-Mattheussens

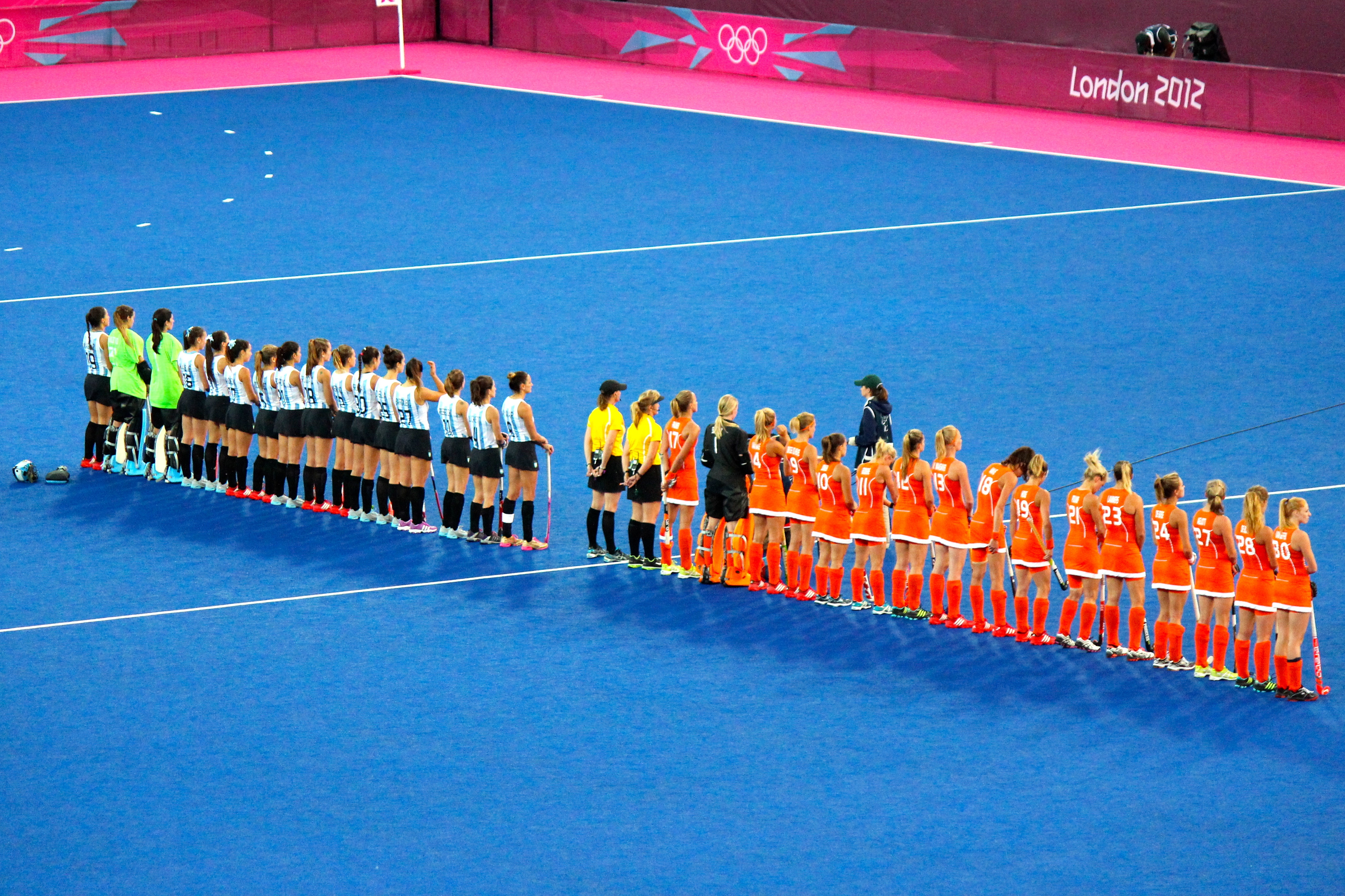
Nederländernas damlag (i orange) innan finalen mot Argentina

^ Willemijn Bos skadades under en vänskapsmatch.

### Storbritannien
Coach: Danny Kerry
| 1. Beth Storry (GK) 2. Emily Maguire 3. Laura Unsworth 4. Crista Cullen 5. Hannah Macleod 6. Anne Panter 7. Helen Richardson 8. Kate Walsh (C) | 1. Chloe Rogers 2. Laura Bartlett 3. Alex Danson 4. Georgie Twigg 5. Ashleigh Ball 6. Sally Walton 7. Nicola White 8. Sarah Thomas |

Reserver:
- Natalie Seymour
- Abi Walker

### Kina

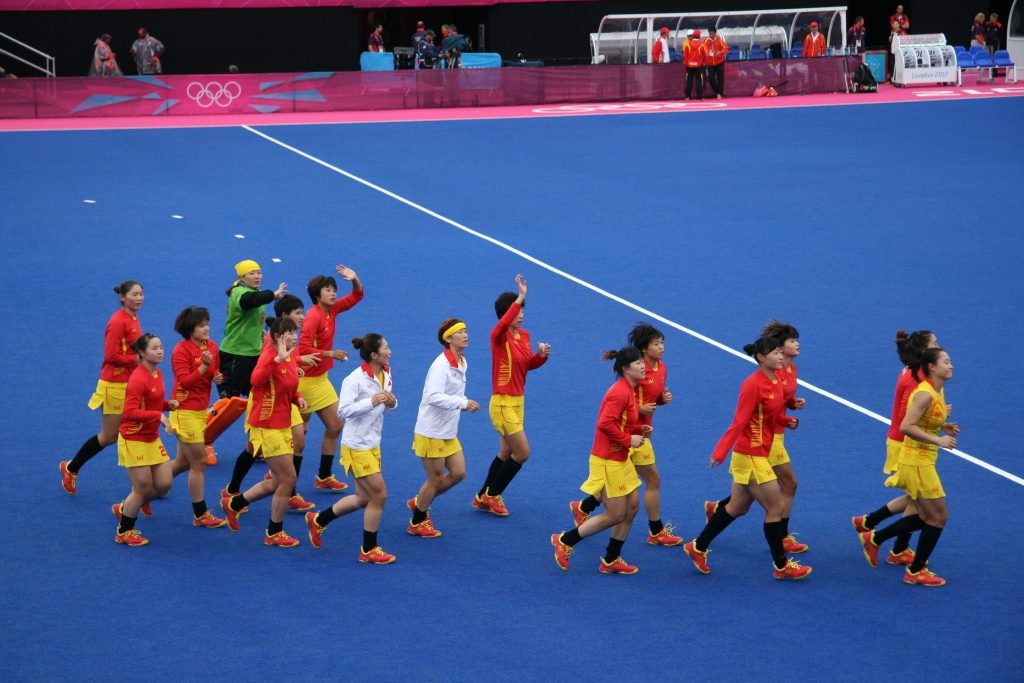
Kinas damlag innan matchen mot Belgien

| 1. Ma Yibo 2. Wang Mengyu 3. Ma Wei 4. Sun Sinan 5. Cui Qiuxia 6. Fu Baorong 7. Gao Lihua 8. Zhang Yimeng (GK) | 1. Li Hongxia 2. Ren Ye (C) 3. Zhao Yudiao 4. Song Qingling 5. De Jiaojiao 6. Xu Xiaoxu 7. Liang Meiyu 8. Peng Yang |  |

Reserver:
- Li Dongxiao (GK)
- Tang Chunling

### Sydkorea

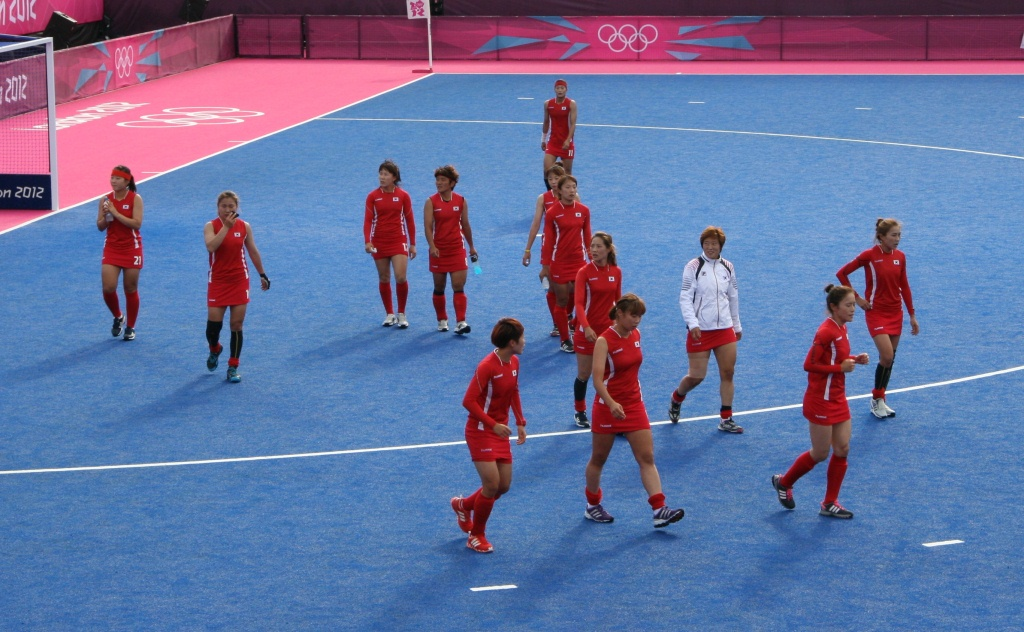
Sydkoreas damlag innan matchen mot Storbritannien

Coach: 
| 1. Moon Young-Hui (GK) 2. Kim Young-Ran 3. Cha Se-Na 4. Park Seon-Mi 5. Lee Seon-Ok (C) 6. Park Mi-Hyun 7. Han Hye-Lyoung 8. Kim Jong-Hee | 1. Kim Jong-Eun 2. Kim Da-Rae 3. Cheon Seul-Ki 4. Jeon Yu-Mi 5. Kim Ok-Ju 6. Park Ki-Ju 7. Jang Soo-Ji (GK) 8. Cheon Eun-Bi |  |

Reserver:
- Cho Eun-Ji
- Hong Yoo-Jin

### Japan
Coach: Zenjiro Yasuda
| 1. Sakiyo Asano (GK) 2. Nagisa Hayashi 3. Akemi Kato 4. Sachimi Iwao 5. Miyuki Nakagawa 6. Ai Murakami 7. Shiho Otsuka 8. Yukari Yamamoto (C) | 1. Aki Mitsuhashi 2. Rika Komazawa 3. Kaori Fujio 4. Akane Shibata 5. Chie Akutsu 6. Keiko Manabe 7. Masako Sato 8. Izuki Tanaka |

Reserver:
- Mika Imura
- Ryoko Oie (GK)

### Belgien
Coach: Pascal Kina
| 1. Louise Cavenaile 2. Stephanie de Groof 3. Anouk Raes 4. Judith Vandermeiren 5. Lieselotte van Lindt 6. Lola Danhaive 7. Erica Coppey 8. Gaëlle Valcke | 1. Alix Gerniers 2. Emilie Sinia 3. Charlotte de Vos (C) 4. Anne-Sophie van Regemortel 5. Barbara Nelen 6. Aisling D'Hooghe (GK) 7. Hélène Delmée 8. Jill Boon |

Reserver:
- Nadine Khouzam (GK)
- Valerie Vermeersch

## Grupp B

### Argentina

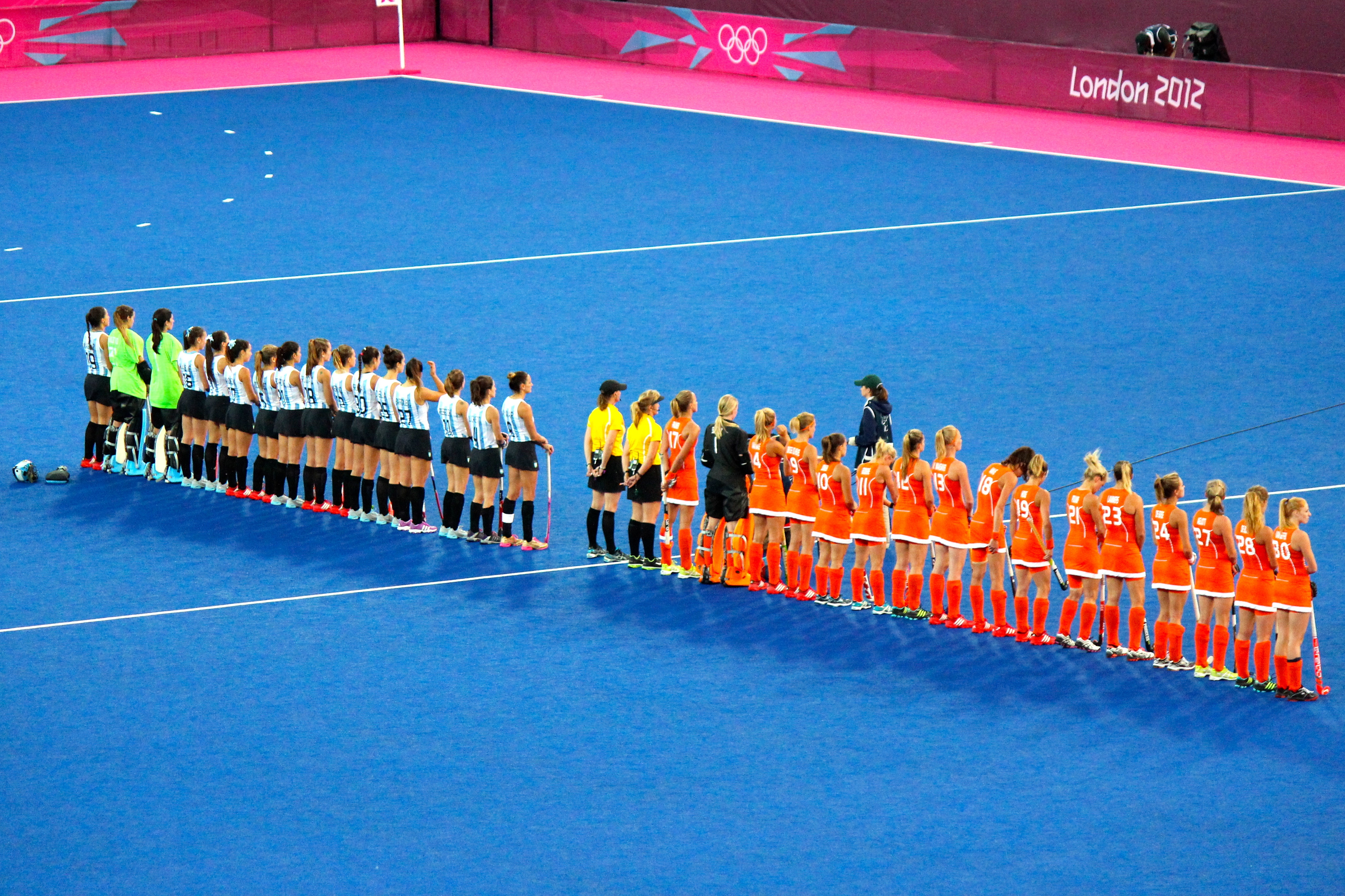
Argentinas damlag (i vitt-blått) innan matchen mot Nederländerna

Coach: Carlos Retegui
| 1. Laura del Colle (GK) 2. Rosario Luchetti 3. Macarena Rodríguez 4. Martina Cavallero 5. Luciana Aymar (C) 6. Carla Rebecchi 7. Delfina Merino 8. Florencia Habif | 1. Rocío Sánchez Moccia 2. Daniela Sruoga 3. Sofía Maccari 4. Mariela Scarone 5. Silvina D'Elía 6. Noel Barrionuevo 7. Josefina Sruoga 8. Florencia Mutio (GK) |  |

Reserver:
- Julieta Franco
- Carla Dupuy

### Tyskland

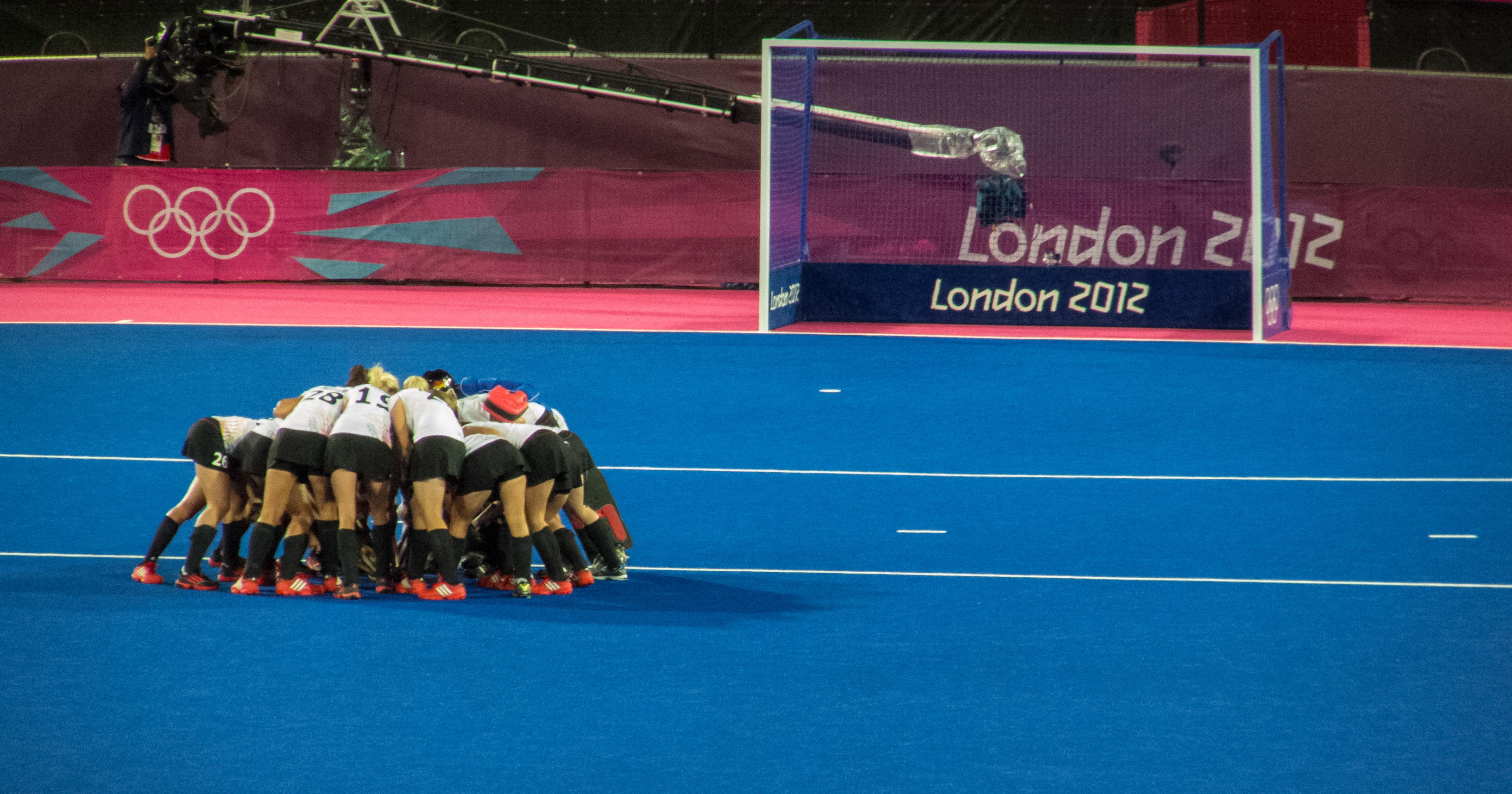
Tysklands damlag innan matchen mot Argentina

Coach: Michael Behrmann
| 1. Yvonne Frank (GK) 2. Mandy Haase 3. Natascha Keller 4. Christina Schütze 5. Kristina Hillmann 6. Nina Hasselmann 7. Katharina Otte 8. Fanny Rinne (C) | 1. Lisa Hahn 2. Jennifer Plass 3. Marie Mavers 4. Maike Stöckel 5. Janne Müller-Wieland 6. Celine Wilde 7. Anke Brockmann 8. Julia Müller |  |

Reserver:
- Kristina Reynolds (GK)
- Jana Teschke

### Nya Zeeland
Coach: Mark Hager
| 1. Kayla Sharland 2. Emily Naylor (C) 3. Krystal Forgesson 4. Katie Glynn 5. Alana Millington 6. Ella Gunson 7. Samantha Charlton 8. Clarissa Eshuis | 1. Samantha Harrison 2. Cathryn Finlayson 3. Gemma Flynn 4. Charlotte Harrison 5. Melody Cooper 6. Bianca Russell (GK) 7. Stacey Michelsen 8. Anita Punt |

Reserver:
- Julia King
- Sally Rutherford (GK)

### Australien

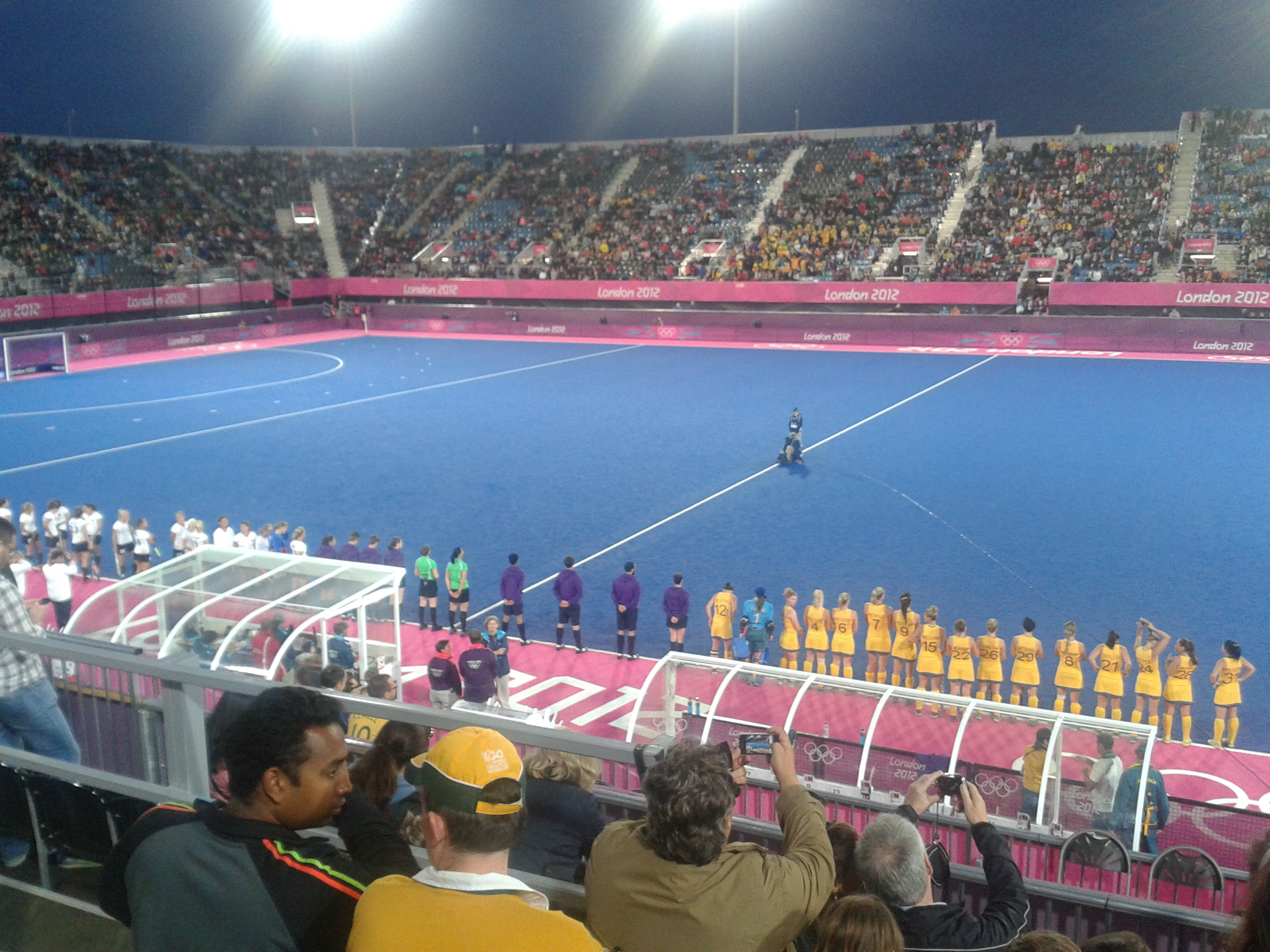
Australiens damlag (i gult) innan matchen mot Tyskland

Coach: Adam Commens
| 1. Toni Cronk (GK) 2. Georgia Nanscawen 3. Casey Eastham 4. Megan Rivers 5. Jodie Schulz 6. Ashleigh Nelson 7. Anna Flanagan 8. Madonna Blyth (C) | 1. Kobie McGurk 2. Jayde Taylor 3. Kate Jenner 4. Fiona Boyce 5. Emily Smith 6. Hope Munro 7. Teneal Attard 8. Jade Close |  |

Reserver:
- Emily Hurtz
- Ashlee Wells (GK)

### USA
Coach: Lee Bodimeade
| 1. Melissa Gonzalez 2. Rachel Dawson 3. Michelle Vittese 4. Shannon Taylor 5. Julia Reinprecht 6. Keli Smith Puzo 7. Katie Reinprecht 8. Katie O'Donnell | 1. Michelle Kasold 2. Caroline Nichols 3. Paige Selenski 4. Claire Laubach 5. Katelyn Falgowski 6. Amy Swensen (GK) 7. Kayla Bashore Smedley 8. Lauren Crandall |

Reserver:
- Michelle Cesan
- Jaclyn Kintzer (GK)

### Sydafrika
Coach: Giles Bonnet
| 1. Mariette Rix (GK) 2. Kate Woods 3. Illse Davids 4. Marsha Marescia (C) 5. Shelley Russell 6. Dirkie Chamberlain 7. Lisa-Marie Deetlefs 8. Pietie Coetzee | 1. Jennifer Wilson 2. Lesle-Ann George 3. Nicolene Terblanche 4. Lenise Marais 5. Kathleen Taylor 6. Bernadette Coston 7. Tarryn Bright 8. Sulette Damons |

Reserver:
- Vuyisanani Mangisa (GK)
- Lauren Penny